# Championnats d'Océanie d'athlétisme 2019
Navigation
Édition précédente Édition suivante
Les 17es Championnats d'Océanie d'athlétisme se déroulent en 2019 à Townsville en Australie. Ces championnats ont été organisés par l'Oceania Athletics Association (OAA) et ont rassemblé des athlètes de 19 nations différentes et de deux sélections régionales, autour de 45 épreuves, senior, ainsi que des épreuves juniors et cadets. Les épreuves se déroulent du 25 au 28 juin 2019.
Ces championnats retrouvent un niveau plus élevé par rapport aux précédentes éditions, du fait du haut classement de cette compétition dans les classements mondiaux, qualificatifs pour les Championnats du monde 2019.

## Participation
Un total de 19 fédérations participent en plus d’une équipe régionale australienne (Regional Australian Team, RAT) qui concourt séparément. Seules les îles Marshall, les Palaos, l’île Norfolk et Niue ne participent pas.
- Samoa américaines (ASA)
- Australie (nation hôte)
  - RAT : - Australie septentrionale
- Îles Cook
- États fédérés de Micronésie
- Fidji
- Polynésie française
- Guam
- Kiribati
- Nauru
- Nouvelle-Calédonie
- Nouvelle-Zélande
- Îles Mariannes du Nord
- PNG
- Samoa
- Îles Salomon
- Tonga
- Tuvalu
- Vanuatu
- Wallis et Futuna

## Résultats

### Hommes
| Épreuves                | Or                                                                               | Argent                                                                                               | Bronze |
| ----------------------- | -------------------------------------------------------------------------------- | --- | --- |
| 100 m Vent : 0,0 m/s    | Edward Osei-Nketia 10 s 34                                                       | Jake Doran 10 s 39                                                                                   | Jack Hale 10 s 51 |
| 200 m Vent : - 1,1 m/s  | Jeremy Dodson 21 s 11                                                            | Banuve Tabakaucoro 21 s 15                                                                           | Alex Hartmann 21 s 17                                                                                                |
| 400 m                   | Steven Solomon 46 s 12 (CR)                                                      | Tyler Gunn 46 s 51                                                                                   | Alex Beck 46 s 61 |
| 800 m                   | Josh Ralph 1 min 49 s 34 (CR)                                                    | Mason Cohen 1 min 49 s 77                                                                            | Brad Mathas 1 min 50 s 47                                                                                            |
| 1 500 m                 | Matthew Ramsden 3 min 44 s 41                                                    | Rorey Hunter 3 min 44 s 67                                                                           | Samuel Tanner 3 min 46 s 30                                                                                          |
| 5 000 m                 | Oli Chignell 14 min 7 s 17 (CR, PB)                                              | Matthew Baxter 14 min 8 s 87                                                                         | Andrew Buchanan 14 min 19 s 53                                                                                       |
| 10 000 m                | Harry Summers 29 min 19 s 99 (CR)                                                | Jack Rayner 29 min 55 s 41                                                                           | Siune Kagl 32 min 47 s 14                                                                                            |
| 10 000 m marche         | Rhydian Cowley 41 min 57 s 57 (CR)                                               | Declan Tingay 42 min 42 s 44                                                                         | Non décernée |
| 110 m haies Vent : -1,1 | Nicholas Hough 13 s 77 (CR)                                                      | Nicholas Andrews 13 s 84                                                                             | Jacob McCorry 14 s 13                                                                                                |
| 400 m haies             | Ian Dewhurst 50 s 79                                                             | Michael Cochrane 51 s 54                                                                             | Daniel Baul 52 s 30                                                                                                  |
| 3 000 m steeple         | Ben Buckingham 8 min 41 s 15 (CR)                                                | Max Stevens 8 min 43 s 22                                                                            | Matthew Clarke 8 min 45 s 14                                                                                         |
| 4 × 100 m               | Australie « A » Jake Doran Alex Hartmann Jack Hale Zach Holdsworth 39 s 36 (CR)  | Papouasie-Nouvelle-Guinée « A » Linus Kuravi Benjamin Aliel Manoka John Michael Penny 41 s 85        | Samoa 'A' Paulo Wallwork-Tuala 01 Tapasu Jonathon Paea 00 Kolone Paul Peter Alefosio 99 Kelvin Masoe (en) 99 41 s 97 |
| 4 × 400 m               | Australie « A » Alex Beck Tyler Gunn Ian Halpin Steven Solomon 3 min 8 s 67 (CR) | Papouasie-Nouvelle-Guinée A Emmanuel Wanga Kaminiel Matlaun Daniel Baul Benjamin Aliel 3 min 13 s 32 | Nouvelle-Zélande A Max Attwell Luke Mercieca Samuel Tanner Joshua Ledger 3 min 14 s 33                               |
| Saut en hauteur         | Hamish Kerr 2,30 m (=NR, CR)                                                     | Brandon Starc 2,22 m                                                                                 | Joel Baden 2,14 m |
| Saut à la perche        | Angus Armstrong 5,40 m (CR)                                                      | Stephen Clough 5,30 m                                                                                | Nick Southgate 5,30 m                                                                                                |
| Saut en longueur        | Henry Smith 7,91 m (0,0 m/s) (CR)                                                | Jordan Peters 7,61 m (0,0 m/s)                                                                       | Christopher Mitrevski 7,50 m (0,0)                                                                                   |
| Triple saut             | Alwyn Jones 15,85 m (+ 1,2 m/s) (CR)                                             | Ayo Ore 15,73 m (0,2)                                                                                | Peniel Richard 15,24 m (0,0)                                                                                         |
| Lancer du poids         | Jacko Gill 20,75 m (CR)                                                          | Damien Birkinhead 19,55 m                                                                            | Ryan Ballantyne 19,05 m                                                                                              |
| Lancer du disque        | Mitchell Cooper 60,25 m                                                          | Alexander Parkinson 58,32 m                                                                          | Marshall Hall 57,03 m                                                                                                |
| Lancer du marteau       | Costa Kousparis 66,20 m (PB)                                                     | Ned Weatherly 65,94 m                                                                                | Anthony Nobilo 64,93 m                                                                                               |
| Lancer du javelot       | Nash Lowis 79,10 m (CR)                                                          | Liam O'Brien 77,32 m                                                                                 | Alex Wood 71,44 m |
| Décathlon               | Ashley Moloney 8 103 pts (CR, PB)                                                | Cedric Dubler 8 031 pts                                                                              | Kyle Cranston 7 702 pts (SB)                                                                                         |

### Femmes
| Épreuves                | Or                                                                                                  | Argent                                                                                           | Bronze |
| ----------------------- | --------------------------------------------------------------------------------------------------- | ------------------------------------------------------------------------------------------------ | --- |
| 100 m Vent : - 0,4 m/s  | Zoe Hobbs 11 s 54                                                                                   | Naa Anang 11 s 67                                                                                | Georgia Hulls 11 s 99                                                                                            |
| 200 m Vent : - 0,1 m/s  | Riley Day (en) 23 s 51                                                                              | Zoe Hobbs 23 s 68                                                                                | Nana-Adoma Owusu-Afriyie 23 s 86                                                                                 |
| 400 m                   | Bendere Oboya 52 s 76 (CR)                                                                          | Caitlin Sargent-Jones 53 s 65                                                                    | Angeline Blackburn 55 s 00                                                                                       |
| 800 m                   | Catriona Bisset 2 min 2 s 16                                                                        | Angela Petty 2 min 3 s 41                                                                        | Morgan Mitchell 2 min 5 s 02                                                                                     |
| 1 500 m                 | Georgia Griffith (en) 4 min 12 s 53                                                                 | Bernadette Williams 4 min 13 s 52                                                                | Sarah Billings 4 min 16 s 41                                                                                     |
| 5 000 m                 | Melissa Duncan (en) 15 min 41 s 44 (CR)                                                             | Paige Campbell 15 min 46 s 25                                                                    | Tara Palm 16 min 35 s 16                                                                                         |
| 10 000 m                | Sinead Diver (en) 32 min 25 s 86 (CR)                                                               | Ellie Pashley 32 min 29 s 08                                                                     | Emily Brichacek 33 min 23 s 45                                                                                   |
| 10 000 m marche         | Jemima Montag 43 min 50 s 84 (CR)                                                                   | Katie Hayward 45 min 35 s 81                                                                     | Claire Woods 47 min 16 s 28                                                                                      |
| 100 m haies Vent : -0,8 | Brianna Beahan 13 s 30                                                                              | Celeste Mucci 13 s 49                                                                            | Michelle Jenneke 13 s 81                                                                                         |
| 400 m haies             | Sara Klein 56 s 07 (CR)                                                                             | Sarah Carli 56 s 72                                                                              | Portia Bing 57 s 11                                                                                              |
| 3 000 m steeple         | Paige Campbell 9 min 46 s 40 (CR)                                                                   | Georgia Winkcup 9 min 46 s 51                                                                    | Stella Radford                                                                                                   |
| 4 × 100 m               | Australie « A » Nana-Adoma Owusu-Afriyie 99 Kristie Edwards 00 Riley Day (en) Celeste Mucci 44 s 47 | Nouvelle-Zélande A Olivia Eaton 98 Brooke Somerfield 97 Georgia Hulls 99 Natasha Eady 98 45 s 19 | Papouasie-Nouvelle-Guinée A Adrine Monagi 95 Toea Wisil 88 Nancy Malmamut 98 Leonie Beu 98 47 s 08               |
| 4 × 400 m               | Australie « A » Angeline Blackburn Caitlin Jones (en) Ellie Beer Morgan Mitchell 3 min 38 s 86 (CR) | Nouvelle-Zélande A Stella Pearless Angela Petty Katherine Camp Krystie Solomon 3 min 47 s 70     | Papouasie-Nouvelle-Guinée A Leonie Beu 98 Donna Koniel 92 Isila Manukip Apkup 98 Nancy Malmamut 98 3 min 53 s 49 |
| Saut en hauteur         | Josephine Reeves 1,86 m (CR, =PB)                                                                   | Alysha Burnett (en) 1,86 m                                                                       | Hannah Joye 1,84 m                                                                                               |
| Saut à la perche        | Elizaveta Parnova 4,60 m (CR, PB)                                                                   | Olivia McTaggart 4,25 m                                                                          | Lisa Campbell 4,10 m                                                                                             |
| Saut en longueur        | Rellie Kaputin 6,50 m (NR)                                                                          | Brooke Stratton 6,49 m                                                                           | Naa Anang 6,44 m                                                                                                 |
| Triple saut             | Rellie Kaputin 13,04 m (SB)                                                                         | Ellen Pettitt 12,94 m                                                                            | Aliyah Johnson 12,87 m                                                                                           |
| Lancer du poids         | Madison-Lee Wesche 18,04 m (CR)                                                                     | Victoria Owers 16,26 m                                                                           | 'Ata Maama Tu'utafaiva 16,15 m                                                                                   |
| Lancer du disque        | Kimberley Mulhall 55,88 m (CR)                                                                      | Taryn Gollshewsky 55,14 m                                                                        | Sositina Hakeai 54,96 m                                                                                          |
| Lancer du marteau       | Julia Ratcliffe 71,39 m (AR)                                                                        | Alexandra Hulley 65,81 m                                                                         | Nicole Bradley 64.49 m                                                                                           |
| Lancer du javelot       | Kelsey-Lee Barber 65,61 m (CR, PB)                                                                  | Mackenzie Little 57,74 m                                                                         | Tori Peeters 51,79 m                                                                                             |
| Heptathlon              | Kiara Reddingius 5 149 pts (CR)                                                                     | Christina Ryan 4 756 pts                                                                         | Non décernée |

### Mixte
- 4 × 400 m

| Épreuve                                                                | Or                 | Or                                                                              | Argent                        | Argent                                                             | Bronze                           | Bronze |
| ---------------------------------------------------------------------- | ------------------ | ------------------------------------------------------------------------------- | ----------------------------- | ------------------------------------------------------------------ | -------------------------------- | ------ |
| Australie « A » Rebecca Bennett (en) Ellie Beer Tom Willems Ian Halpin | 3 min 23 s 56 (CR) | - Australie septentrionale Jay Stone Finn O'Keefe Kayla Montagner Imogen Dellow | 3 min 50 s 31 (non médaillée) | Guam Maurine De La Paz Paul Dimalanta Genina Criss Christian Ruder | 4 min 2 s 38 (médaille d’argent) |        |

## Tableau des médailles
| Rang | Nation                    | Or | Argent | Bronze | Total |
| ---- | ------------------------- | -- | ------ | ------ | ----- |
| 1    | Australie                 | 34 | 30     | 22     | 86    |
| 2    | Nouvelle-Zélande          | 8  | 11     | 13     | 32    |
| 3    | Papouasie-Nouvelle-Guinée | 2  | 2      | 5      | 9     |
| 4    | Samoa                     | 1  | 0      | 1      | 2     |
| 5    | Fidji                     | 0  | 1      | 0      | 1     |
| 6    | Guam                      | 0  | 1      | 0      | 1     |
| 7    | Tonga                     | 0  | 0      | 1      | 1     |

## Récompenses
- Prix attribués : 𝟮𝟬𝟭𝟵 𝗢𝗰𝗲𝗮𝗻𝗶𝗮 𝗔𝘁𝗵𝗹𝗲𝘁𝗶𝗰𝘀 𝗖𝗵𝗮𝗺𝗽𝗶𝗼𝗻𝘀𝗵𝗶𝗽𝘀 𝗔𝘄𝗮𝗿𝗱𝘀
  - Athlètes seniors :
    - Hamish Kerr – Athletics New Zealand – Saut en hauteur
    - Kelsey-Lee Barber – Athletics Australia - lancer du javelot

  - Athlètes juniors :
    - Ashley Moloney – Décathlon
    - Melany Smart – 3 000 m et 5 000 m

  - 𝘈𝘳𝘵𝘩𝘶𝘳 𝘌𝘶𝘴𝘵𝘢𝘤𝘦 𝘈𝘸𝘢𝘳𝘥 - 𝘔𝘰𝘴𝘵 𝘖𝘶𝘵𝘴𝘵𝘢𝘯𝘥𝘪𝘯𝘨 𝘗𝘦𝘳𝘧𝘰𝘳𝘮𝘢𝘯𝘤𝘦 𝘣𝘺 𝘢 𝘜18 𝘈𝘵𝘩𝘭𝘦𝘵𝘦 𝘢𝘵 𝘵𝘩𝘦 𝘊𝘩𝘢𝘮𝘱𝘪𝘰𝘯𝘴𝘩𝘪𝘱𝘴.
    - Reece Holder – 200 m et 400 m
    - Tomysha Clark – Saut en longueur

  - 𝘓𝘦𝘴𝘭𝘦𝘺 𝘊𝘢𝘯𝘵𝘸𝘦𝘭𝘭 𝘔𝘦𝘮𝘰𝘳𝘪𝘢𝘭 𝘧𝘰𝘳 𝘵𝘩𝘦 𝘉𝘦𝘴𝘵 𝘞𝘢𝘭𝘬𝘦𝘳 𝘰𝘧 #OAC2019
    - Jemima Montag – marche